# Municipio de Washington (condado de Columbiana)
El municipio de Washington (en inglés: Washington Township) es un municipio ubicado en el condado de Columbiana en el estado estadounidense de Ohio. En el año 2010 tenía una población de 2264 habitantes y una densidad poblacional de 39,15 personas por km².

## Geografía
El municipio de Washington se encuentra ubicado en las coordenadas 40°37′40″N 80°47′45″O / 40.62778, -80.79583. Según la Oficina del Censo de los Estados Unidos, el municipio tiene una superficie total de 57.83 km², de la cual 57,11 km² corresponden a tierra firme y (1,25 %) 0,72 km² es agua.

## Demografía
Según el censo de 2010, había 2264 personas residiendo en el municipio de Washington. La densidad de población era de 39,15 hab./km². De los 2264 habitantes, el municipio de Washington estaba compuesto por el 96,64 % blancos, el 1,24 % eran afroamericanos, el 0,13 % eran amerindios, el 0,09 % eran asiáticos, el 0,04 % eran de otras razas y el 1,86 % eran de una mezcla de razas. Del total de la población el 0,35 % eran hispanos o latinos de cualquier raza.